# Cypress Gardens Adventure Park
Cypress Gardens Adventure Park (anciennement Cypress Gardens) était un parc d'attractions situé près de Winter Haven, en Floride, aux États-Unis. En 2011, le parc ouvre avec une nouvelle dénomination : Legoland Florida.

## Histoire

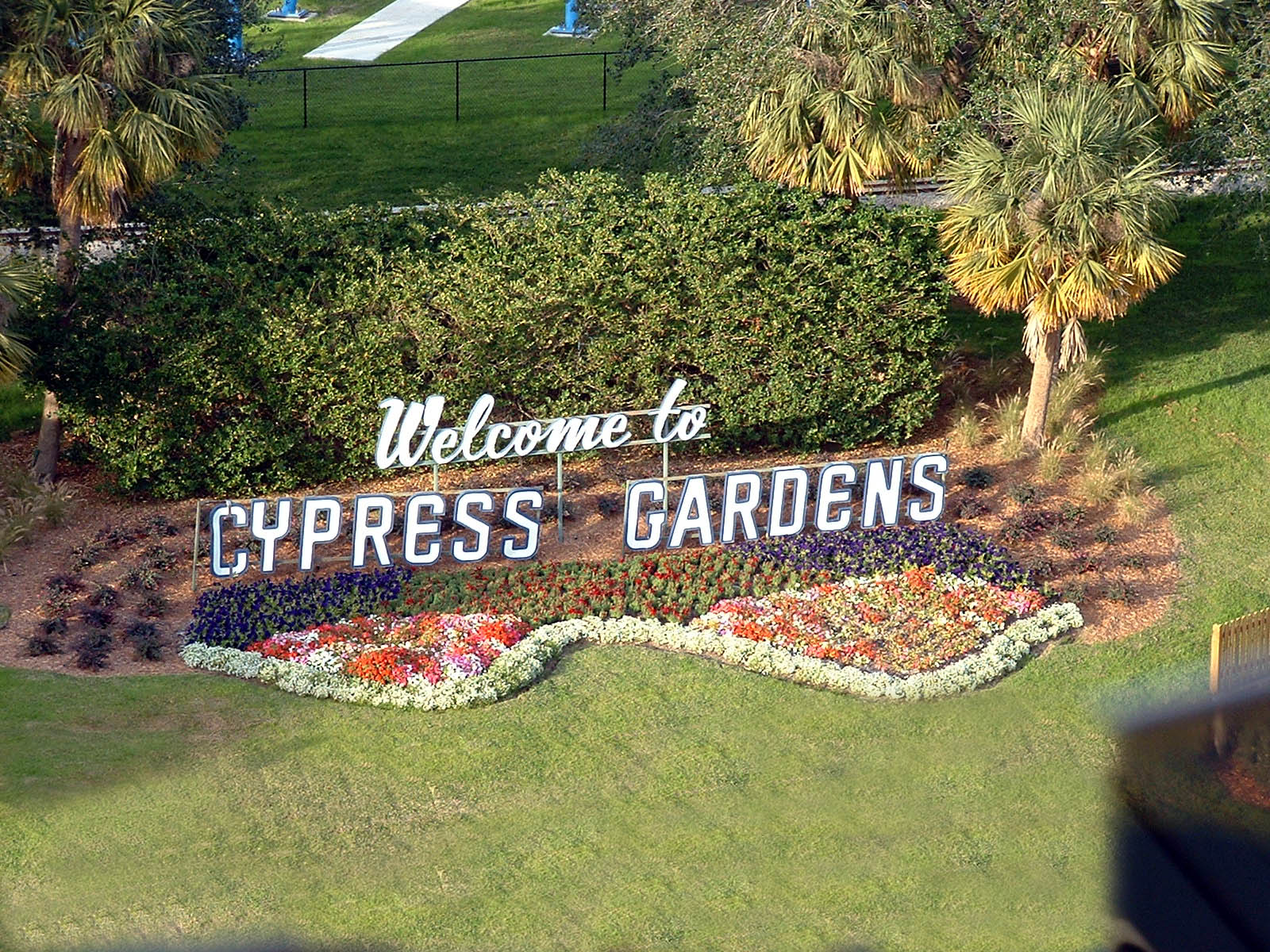
Panneau d'accueil de Cypress Gardens.

Cypress Gardens fut ouvert le 2 janvier 1936 par Dick et Julie Pope sous la forme d'un jardin botanique avec un célèbre spectacle de ski nautique. Au fil des années, il devint un grand parc d'attractions.
Dans les années 1980, la maison d'édition Harcourt Trade Publishers achète le parc ainsi que d'autres comme SeaWorld, Circus World et Stars Hall of Fame, mais la plupart fut ensuite revendu à la compagnie Anheuser-Busch en 1989. Busch dirige Cypress Gardens jusqu'au 1er avril 1995, quand le groupe de management de parcs dirigé par Bill Reynolds, The WW Reynolds Companies, achete la propriété.
Le parc fonctionne jusqu'au 13 avril 2003, où il fut contraint de fermer ses portes après une longue période de déclin liées aux attaques terroristes du 11 septembre 2001.
Le 22 février 2004, Adventure Parks Group, dirigé par Kent Buescher rachète le parc et le renomme Cypress Gardens Adventure Park. Le parc qui devait rouvrir en septembre 2004 subit de nombreux dommages lors des passages des ouragans Charley, Frances et Jeanne. Le parc put finalement ouvrir en novembre 2004 avec une nouvelle attraction; le Triple Hurricane, nommé ainsi en souvenir du début de saison tumultueux.
Le parc aquatique adjacent, Splash Island ouvre en 2005, en même temps que le Galaxy Spin.
En janvier 2010, le groupe Merlin Entertainments rachete le parc pour 22 millions de dollars. Celui-ci ouvrire en 2011 sous le nom de Legoland Florida après de nombreux travaux.

## Le parc d'attractions

### Les montagnes russes
| Nom                | Type                                 | Constructeur                  | Années      | Relocalisation     |
| ------------------ | ------------------------------------ | ----------------------------- | ----------- | ------------------ |
| Fiesta Express     | Montagnes russes en métal junior     | Zamperla                      | 2004 - 2008 | Gillian's FunLand  |
| Galaxy Spin        | Wild Mouse/Spinning coaster          | Zamperla                      | 2005 - 2010 | Fun Spot USA       |
| Okeechobee Rampage | Montagnes russes en métal            | Vekoma                        | 2004 - 2008 | Legoland Florida   |
| Starliner          | Montagnes russes en bois             | Philadelphia Toboggan Company | 2007 - 2008 | Miracle Strip Pier |
| Swamp Thing        | Montagnes russes à véhicule suspendu | Vekoma                        | 2004 - 2008 | Legoland Florida   |
| Triple Hurricane   | Montagnes russes en bois             | Martin & Vleminckx            | 2004 - 2008 | Legoland Florida   |

### Les attractions aquatiques
- Storm Surge - Spinning Raft du constructeur WhiteWater West Industries - relocalisé à Thorpe Park
- Wave Runner - Toboggan aquatique

### Autres attractions
- Delta Kite Flyers - (2004) Zamperla
- Disk'O - Disk'O (2004) Zamperla
- Dizzy Dragons - manège apparenté aux tasses Sellner Manufacturing- relocalisé à DelGrosso´s Amusement Park
- Fire Brigade - Fire Brigade (2007) Zamperla - relocalisé à Legoland Florida
- Inverter - (2004) Chance Morgan
- Jalopy Junction - Circuit de tacots (2007) Sellner Manufacturing - relocalisé à Legoland Florida
- Paradise Sky Wheel - Grande roue Chance Morgan - relocalisé à Holiday village, Mamaia, Roumanie
- Pharaoh's Fury - Bateau à bascule (2004) Chance Morgan - relocalisé à DelGrosso´s Amusement Park
- Power Surge - Power Surge (2004) Zamperla
- Sunshine Sky Adventure - Flying Island (1983) Intamin - relocalisé à Legoland Florida
- Super Trucks - Circuit de camions (2007) SBF Visa Group - relocalisé à Legoland Florida
- Thunderbolt - Tour de chute (2004) ARM - relocalisé à DelGrosso's Amusement Park
- Yo-Yo - Yo-Yo (2004) Chance Morgan - relocalisé à DelGrosso´s Amusement Park